# 妮基和保罗
妮基·费尔南德斯（英語：Nikki Fernandez）和保罗（英語：Paulo）是美国广播公司电视剧《迷失》中的虚构人物，分别由美国女演员基拉·桑切斯和巴西男演员罗德里格·桑托罗扮演。电视剧主要围绕海洋航空815航班坠毁在南太平洋的某个偏远岛屿后40多名生还者的经历展开，妮基和保罗也在其中。
两人都是在第3季早期开始露面。由于此前的剧集基本上详细介绍15个幸存者，因此经常有人询问《迷失》的制片人其他幸存者都有什么经历，剧组为此设计出妮基和保罗两个角色加入节目。但是，两人所获反响欠佳，《迷失》主创人戴蒙·林道夫甚至承认，剧迷对两人几乎抱持“普遍鄙视”的态度。受此影响，两个角色在第3季后期一起丧命，被以为已死的索耶和赫利活埋。

## 出场
保罗来自巴西，和美国女友妮基合作行骗。妮基是女演员，保罗则在悉尼为一名富裕的电视高管掌厨。妮基在这位高管制作的电视节目中客串演出，还勾引了他，这让保罗感到不快。保罗在食物中下毒谋杀了雇主，然后和妮基偷走价值800万美元的钻石。3天后，两人于2004年9月22日登上海洋航空815航班，打算前往妮基位于洛杉矶的家。

815航班坠毁后第69天的妮基

飞机坠毁在南太平洋某个不知名的岛上，妮基和保罗虽然双双生还，但钻石却不知失落到何方，两人把大部分时间都花在寻找钻石上。保罗担心妮基只是为了这些钻石才暂时和自己在一起，所以坠机后第33天他虽然找到了钻石，但并没有告诉妮基。两人在丛林寻找钻石期间发现达摩计划珍珠站，这是座建于20世纪80年代初的科研站。妮基对之毫无兴趣，保罗则在到达岛上第49天时独自进入该站，把钻石藏在厕所里。在此期间，他听到两个神秘而危险的“其他人”讨论要把坠机航班的部分幸存者抓起来，“其他人”之前就已在岛上住了一段时间。保罗得知这一阴谋后却并没有警告任何人。
到达岛上第72天时，妮基和保罗选择跟随期望与“其他人”联络的洛克前往珍珠站。保罗到珍珠站的厕所取回钻石，并将之藏入内裤，一行人离开珍珠站时在不远处将伊高·东迪下葬。第81天，妮基发现保罗瞒着自己把钻石藏起来。愤怒之下，她把毒蜘蛛放到保罗身上，致使他瘫痪8小时。保罗趁还能说话时向妮基表白，称自己只是担心她一拿到钻石就会分手才出此下策。妮基万万没想到的是，咬伤保罗的毒蜘蛛死后却引出更多的毒蜘蛛，她也在被咬伤后瘫痪。其他幸存者看到后误以为两人均已中毒而死，索耶和赫利因此把实际上还活着的妮基和保罗埋入地下，并且还把那价值800万美元的钻石也葬在一起，因为他们觉得这些钻石在岛上一文不值。过了一段时间，能够知晓他人临死前想法的通灵人士麦尔斯·斯特劳姆表示，自己知道这些钻石的下落。

## 性格特点

保罗

编剧有意把保罗塑造成不讨喜的人物，直到出场的最后一集才透露他希望能为以往的过错赎罪。保罗在岛上经常打高尔夫球，对于其他一些幸存者的英勇表现，他或是无动于衷，或是感到厌恶。他多次向妮基抱怨其他人的冷漠，但却很少向他人伸出援手，也没有试着调整自己的态度，赢得其他幸存者的尊重。对于在岛上走动，他同样不感兴趣，例如赫利找到一辆车，邀请其他人一起去兜风时，保罗兴致缺缺，还劝妮基也不要去。妮基试着同他人一起照顾受伤的伊高先生，还自愿同洛克一同前往珍珠站，这让保罗深感意外。保罗虽然陪妮基一同前往，但在珍珠站内一直是冷嘲热讽的态度。
妮基看起来似乎更在乎钻石而非保罗，将他操纵于股掌之间。坠机后，她询问保罗的第一件事就是钻石的下落。保罗怀疑妮基只是利用自己取得钻石，并直接询问如果她在寻找钻石上不需要自己的帮助，两人是否还会在一起，妮基对此闪烁其辞。保罗担心失去妮基，所以基本上对她言听计丛，最终导致两人都未能幸免。

## 人物创作
《迷失》的第1季完结后，面对许多剧迷及评论中“另外那35个人都在干嘛，什么都没发生吗？”的疑问，众编剧打算在节目中增加围绕其他幸存者展开的戏码。这其中第一个人物是莱斯利·阿兹特，他作为背景人物在剧中有过几句台词，再在数集后遭遇爆炸身亡。剧组原计划在主线剧情中增加一个女性角色，她在坠机前是个女演员，之后再决定加上她的男友。根据原有设想，妮基和保罗的故事情节会持续一段时间。但由于人物反响不佳，第3季的收视率也不断下跌，编剧决定用一集节目讲完两人的故事，让他们双双死去。剧中的索耶一角一直不记得妮基和保罗的名字，总把两人叫做“妮娜”（Nina）和“帕布罗”（Pablo），还问“（他们）都是谁啊”，成为剧中持续存在的笑料。林道夫之后表示，“我们觉得经过一个月后，剧迷对妮基和保罗的看法已经变了”，“我们甚至觉得之前的直觉是错的”。
妮基和保罗是在《进一步说明》（Further Instructions）中首度登场，但出场方式同原本设想有所调整。剧组本来拍好的出场戏是克莱尔发现两人在杰克的帐篷内做爱，但这段镜头最终被剪。两人最终都是在这集末尾洛克的演说时首度亮相。

## 演员

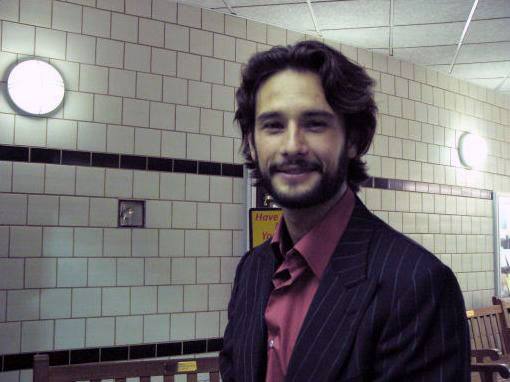
2004年5月，正在在纽约的罗德里格·桑托罗。

女演员基拉·米歇尔·桑切斯（Kiele Michelle Sanchez）拥有半法国、半波多黎各血统，她在《迷失》第3季中饰演妮基，一共出演了6集。由于患有幽闭恐惧症，拍摄自己被活埋的镜头对她构成很大挑战。罗德里格·桑托罗是巴西演员，被称为“巴西版汤姆·克鲁斯”或“巴西版罗素·克劳”，他获选在《迷失》中出演妮基的男友保罗，这也是他首次在美国电视剧中扮演主要角色。桑托罗一共出演了7集，有报道称他所获片酬在“每周2634到6427美元之间”。林道夫称赞桑托罗“才华横溢”，虽在巴西是获得过奖项肯定的名演员，但美国观众对他还很陌生，这反而令他成为出演《迷失》的完美人选。有“韩国版朱莉娅·罗伯茨之称的女演员金仑珍也是因类似原因入选饰演白善华一角。
桑托罗入选部分还因为他的外貌比其他试镜演员更具吸引力，不过编剧表示他们在创作这个角色时并未考虑这点，演员也没有希望人物朝该方向发展。桑托罗还表示自己很喜欢与桑切斯合作，希望将来能继续在《迷失》中演出。

## 反响
与《迷失》中的其他角色相比，评论界对这两个“狡猾但劫数难逃”的人物反响更为负面。《娱乐周刊》的一名评论员给保罗起了个绰号叫“保罗屎太多”，意指他在《活着的代价》（The Cost of Living）和《进入77》（Enter 77）中的戏码。美国在线电视小队批评两个人物的剧情设定，《麦克林》认为两个角色“令人厌烦得难以置信”。网站则称保罗是“正在行走的附带伤害”。《电视指南》甚至觉得两人都“长得太好看，让人不相信他们真的是人”。《娱乐周刊》则将两人纳入“史上21个最烦人的电视角色”，称“谁也料想不到这两人的牢骚和废话多到什么程度”。
互联网及美国广播公司的广告上开始出现两个角色都会死去的传言后，部分观众表示他们希望能看到妮基和保罗以“双重谋杀”丧命，并在得知编剧会满足这一愿望后表示喜出望外。距两人出演的最后一集在电视上首播还有3个多月时，桑托罗就在接受巴西版《滚石》杂志采访时表示，他的角色会在第3季中期丧命。2月中旬，又有报道称桑切斯已签约出演美国广播公司另一档节目的试播集《足球夫人》（Football Wives），计划在2007年秋播出，因此她也不可能继续在《迷失》中扮演这个“杀人不眨眼的母夜叉”。